# فتح مسقط (1552)
كان فتح مسقط عامَ 1552 عندما فَرَض الأسطول العثماني بقيادة بيري ريس حصاراً على مدينة مسقط (عمان) في عمان حالياً، واستولى عليها من البرتغاليين. جاءت هذه الأحداث بعد هزيمة العثمانيين الهامة في حصار ديو (1546) والتي وضعت حداً لمحاولاتهم في الهند، ولكنها أيضاً كانت خطوةً ناجحةً نحو فتح عدن (1548) ما دعم موقف العثمانيين في مقاومة البرتغاليين في الجزء الشمالي الغربي من المحيط الهندي.

## الخلفية والفتح
كانت مسقط تابعةً لمملكة هرمز، وسقطت في أيدي البرتغاليين عامَ 1507 عندما هاجم الأسطول البرتغالي المدينة بقيادة ألفونسو دي ألبوكيرك، ودمرها، ثم عاد بعد فترةٍ قصيرةٍ واحتلها.
حاول العثمانيون التدخل ضد الوجود البرتغالي، وقامت أربع سفنٍ عثمانيةٍ بقصف المدينة عامَ 1546، ثم قام بيري ريس بفتح عدن سنة 1548 لتوفير الأمن في البحر الأحمر وخليج عدن. في أغسطس/آب 1552 تعرضت مسقط لهجومٍ آخر بأسطول عثماني أكبر بقيادة [من؟]، تألفت العمارة العثمانية من أربع غلايين (سفينة شراعية) وخمسةٍ وعشرين (25) قادساً وثمانمئةٍ وخمسين (850) جندياً. كان الهدف الرئيس هو الاستيلاء على جزر هرمز والبحرين، وذلك لمنع البرتغاليين من الوصول إلى الخليج العربي تمهيداً -بالتالي- لبسط السيطرة العثمانية على المحيط الهندي، وإيقاف تعديات البرتغاليين فيه واحتكار تجارته.
بقي «حصن الميراني» المشيد حديثاً محاصراً لثمانية عشر (18) يوماً، وقصف من قبل المدفعية العثمانية التي نُصبت على قمم سلسلةٍ من التلال المشرفة. كانت الحامية البرتغالية المؤلفة من ستين (60) جندياً تفتقر إلى الغذاء والماء، وفي النهاية وافق قائدهم «جون دي لشبونة» على الاستسلام، فجرى الاستيلاء على الحصن وتدميره.

## ما بعد الفتح
نهاية المطاف تمكن العثمانيون من السيطرة على سواحل اليمن وعدن وشبه الجزيرة العربية شمالاً حتى البصرة، وذلك لتسهيل التجارة مع الهند ومنع البرتغاليين من مهاجمة الحجاز.
هاجم العثمانيون مرة أخرى الممتلكات البرتغالية على ساحل الهند عام 1553، مع مداهمة ساحل لؤلؤة السمكية en جنوبي الهند حول مدينة توتيكورين en، وقد ساعدهم الماراكار المسلمين في [[مملكة سامري كاليكوت]] en الهندوسية علي ساحل مليبار بموجب الاتفاق الضمني مع فاتيلا ناياك في مادوراي. ألقي القبض على 52 برتغالياً في بنايكايل en، وأحرقت الكنائس. ولكن العثمانيين هزموا عام 1553 ضد الأسطول البرتغالي في البحر بالقرب من ميناء الفحل.
أسرت سفن حملة سيدي علي ريس -القائد العثماني- في كمينٍ نصبه البرتغاليون فيما كان يحاول إعادة الإبحار من البصرة إلى السويس في أغسطس/آب 1554، وخسر العثمانيون الكثير مما حققوه في حملاتهم السابقة.
أعادت ثلاث سفنٍ عثمانيةٍ الاستيلاء ثانيةً علي مسقط عام 1581، قبل أن تسقط المدينة مرة أخرى في أيدي البرتغاليين عام 1588.